# 蔓蛇屬
蔓蛇屬（學名：Oxybelis）是蛇亞目游蛇科下的一個屬，亦稱藤蛇，主要分布於美國西南部、中美洲以及南美洲北部。雖然蔓蛇的外表與分布於亞洲的瘦蛇頗為相似，但二者並無直接關聯，這只是趨同演化的一個例子

## 品種
目前共有4個品種的蔓蛇已被確認：
- 墨西哥蔓蛇 Oxybelis aeneus Wagler，1824
- 科氏蔓蛇 Oxybelis brevirostris Cope，1861
- 綠蔓蛇 Oxybelis fulgidus Daudin，1803[2]
- Oxybelis transandinus Torres-Carvajal, Mejía-Guerrero & Terán, 2021
- 羅阿坦蔓蛇 Oxybelis wilsoni Villa & McCranie，1995，威氏蔓蛇